# Елизабета Мария Сфорца
Елизабета Мария Сфорца (на италиански: Elisabetta Maria Sforza; * 10 юни 1456, Асти или Милано, Миланско херцогство; † 1 септември 1473, Казале, Маркграфство Монферат) от династията Сфорца, е принцеса от Миланското херцогство и чрез брак маркграфиня на Монферат.

## Произход
Тя е най-малката дъщеря на Франческо I Сфорца (* 1401, † 1466), херцог на Милано от 1450 г., и на третата му съпруга Бианка Мария Висконти (* 1424, † 1468), единствена дъщеря и наследница на Филипо Мария Висконти – херцог на Милано. Има шестима братя и една сестра:
- Галеацо Мария (* 1444,† 1476), 5-и херцог на Милано (1466 – 1476), съпруг на Бона Савойска
- Иполита Мария (* 1445, †1488), херцогиня на Калабрия като съпруга на Алфонсо II Арагонски, крал на Неапол
- Филипо Мария (* 1449, † 1492), граф на Корсика и на Павия, граф на Бари, съпруг на Констанца Сфорца
- Сфорца Мария (* 1451, † 1479), херцог на Бари, съпруг на Елеонора Арагонска
- Лудовико Мария „Мавъра“ (* 1451 или 1452, † 1508), 7-и херцог на Милано (1494 – 1499), съпруг на Беатриче д’Есте
- Асканио Мария (* 1455, † 1505), епископ на Павия, кардинал (от 1484 г.)
- Отавиано Мария (* 1458, † 1477), граф на Лугано (от 1477 г.).

Има една полусестра от първия брак на баща си и тридесет и пет полубратя и полусестри от неговите извънбрачни връзки.

## Биография
Баща ѝ умира, когато тя е на 10 години и е наследен от най-големия ѝ брат Галеацо Мария. Той я избира за жена на Вилхелм (Гулиелмо) VIII Палеолог, маркграф на Монферат и вдовец на Мари дьо Фоа, от която има две дъщери. Майка им се противопоставя на този брак поради значителната възрастова разлика между двамата.
След като Бианка Мария умира, Галеацо кара сватбата да се състои и дава на маркграфа феодите Кремолино, Белфорте Монферато, Моларе и Мирабело Монферато. Елизабета Мария се омъжва в Абиатеграсо на 18 юли 1469 г. на 13-годишна възраст за почти 49-годишния маркграф.
Умира на 16-годишна възраст в Казале.

## Брак и потомство
∞ 18 юли 1460 в Абиатеграсо за маркграф Вилхелм VIII Палеолог (* 19 юли 1420, † 27 февруари 1483), маркграф на Монферат, от когото има една дъщеря:
- Бианка Монфератска (* 1472, Казале, Маркграфство Монферат; † 30 март 1519, Торино, Савойско херцогство), принцеса от Монферат и чрез брак херцогиня на Савоя, титулярна кралица на Кипър, Йерусалим и Армения (1485 – 1490) и маркграфиня на Салуцо (1487 – 1490); ∞ 1 април 1485 за Карл I Савойски (* 29 март 1468, Кариняно; † 13 март 1490, Пинероло), херцог на Савоя, от когото има син и дъщеря.